# Proteostrenia straminea
Proteostrenia straminea là một loài bướm đêm trong họ Geometridae.